# Otto Frank
Pour les articles homonymes, voir Frank.
Otto Frank, né 12 mai 1889 à Francfort-sur-le-Main en Allemagne et mort le 19 août 1980 à Birsfelden en Suisse, est un homme d'affaires néerlando-allemand.
Marié à Edith Frank, il est le père de Margot et d'Anne, laquelle est devenue une célébrité mondiale à la suite de la publication de son journal intime.

## Biographie

### Famille
Otto Heinrich Frank naît à Francfort. Il est le second fils de Michael Frank et d'Alice Betty Stern. Ses frères et sœurs sont Robert Frank, Helene (Leni) Frank et Herbert Frank. Otto est le cousin du célèbre décorateur d'intérieur Jean-Michel Frank et le petit-fils de Zacharias Frank.

### Première Guerre mondiale et entre-deux-guerres
Otto Frank sert dans l'armée allemande en tant qu'officier durant la Première Guerre mondiale.
Il travaille dans la banque familiale avant qu'elle ne cesse ses activités au début des années 1930. Il se marie à Edith Holländer — une héritière d'une entreprise de ferraille et d'approvisionnement industriel — le 12 mai 1925 à Francfort, lors de son trente-sixième anniversaire. Leur première fille, Margot Betti, naît le 16 février 1926, suivie trois ans plus tard par Anne (Annelies Marie) le 12 juin 1929.
À cette époque, la famille habite une grande maison au numéro 307 du Marbachweg à Francfort. La famille vit dans une communauté mixte de citoyens juifs et non-juifs, et les enfants grandissent en côtoyant des amis de confession catholique, protestante et juive. Les Frank sont juifs réformistes, pratiquant beaucoup des traditions de la foi juive, sans observer l'ensemble des coutumes. Dans la famille, Edith est la plus dévouée à sa foi.

### Immigration de la famille Frank
Lors de la montée du nazisme en Allemagne et l'instauration des lois anti-juives par Hitler, encouragées par les attaques antisémites envers les personnes et familles juives, Otto Frank décide de fuir avec sa famille aux Pays-Bas. En août 1933, il part avec sa famille à Aix-la-Chapelle, où réside sa belle-mère, pour préparer son dernier départ vers Amsterdam, aux Pays-Bas. Là-bas, il fonde une entreprise qui vend des épices et des pectines utilisées dans la préparation des confitures : Opekta.
La famille Frank habite sur la place « Merwedeplein », située dans le sud d'Amsterdam, où beaucoup de réfugiés juifs en provenance d’Allemagne s’installent. Otto Frank travaille dur, les deux filles sont inscrites à l'école et s’adaptent rapidement à la vie aux Pays-Bas. Pour Edith la nouvelle vie est difficile, sa famille et ses amis lui manquent. Otto et Edith ont beaucoup de contacts avec leur famille en Allemagne et en Suisse. Ils se font des amis à Amsterdam et rencontrent par exemple la famille Van Pels, ainsi que Fritz Pfeffer, qui les rejoindront plus tard dans l’Annexe.
En 1938, Otto Frank démarre une seconde affaire (Pectacon) en partenariat avec Hermann van Pels, un boucher qui a fui Osnabrück en Allemagne avec sa famille. Les frères d'Edith, Walter (1897-1968) et Julius (1894-1967) se réfugient aux États-Unis en 1938. En mars 1939, la mère d'Edith vient vivre avec les Frank et reste avec eux jusqu'à sa mort en janvier 1942.

### Seconde Guerre mondiale
Depuis l'invasion des Pays-Bas par l'Allemagne nazie en mai 1940, le gouvernement d'occupation persécute les Juifs en instaurant des lois répressives et discriminatoires ; l'inscription obligatoire et la ségrégation des Juifs s'ensuivent rapidement. Otto Frank rend son commerce en apparence « aryen » en en transférant le contrôle à des non-juifs. Il a deux compagnies basées à Amsterdam qui se trouvent dans le même bâtiment : Opekta et Pectacon.
En 1938 et 1941, il tente d'obtenir des visas pour sa famille dans le but d'émigrer aux États-Unis ou à Cuba. Il reçoit un visa seulement pour lui vers Cuba le 1er décembre 1941, mais on ne sait s'il a pu le récupérer. Dix jours plus tard, lorsque l'Allemagne nazie et l'Italie fasciste déclarent la guerre aux États-Unis, son visa est annulé par La Havane,.
Au début de juillet 1942, les Allemands commencent à convoquer les juifs aux Pays-Bas afin de les déporter. Le 5 juillet 1942, Margot reçoit une convocation du Bureau central de l’immigration juive (Zentralstelle für jüdische Auswanderung) lui ordonnant de se présenter pour être relogée dans un camp de travail en Allemagne. Le 6 juillet 1942, après avoir aménagé secrètement un petit appartement — l'« Annexe » — à l'arrière de ses bureaux, Otto s'y installe clandestinement avec sa famille dans le but d'échapper aux nazis. Ils sont aidés généreusement par des employés de l'entreprise : Victor Kugler, Johannes Kleiman, Miep Gies et Bep Voskuijl. Ils sont rejoints une semaine plus tard par la famille Van Pels et, en novembre 1942, par le dentiste Fritz Pfeffer. C’est, enfermée dans cette cachette, dans laquelle ils vécurent plus de deux ans, que la fille cadette d’Otto, la jeune Anne Frank, rédigea son journal intime, lequel deviendra à l'issue de la guerre un témoignage mondialement connu.
Le 4 août 1944, les clandestins sont arrêtés sur dénonciation anonyme. Ils restent dans une cellule de prison à Amsterdam pendant quatre jours. Le 8 août, ils sont transférés au camp de transit de Westerbork et, le 3 septembre 1944, ils sont envoyés avec le dernier convoi de train pour le camp d'extermination d'Auschwitz.

### Après 1945
Otto Frank se trouve toujours au camp d'Auschwitz lorsque les Russes le libèrent le 27 janvier 1945. Des huit personnes qui étaient cachées dans l'Annexe, seul a survécu Otto Frank. Lorsqu'il revient à Amsterdam, il retrouve une de ses amies et collaboratrices, Miep Gies. Après avoir eu la confirmation de la mort d'Anne en 1945 dans le camp de Bergen-Belsen, elle remet à Otto les manuscrits de sa fille, qu'elle avait récupérés après l'arrestation des clandestins. Otto Frank décide de publier le Journal et cherche un éditeur. Ce faisant, il réalise le vœu d’Anne : devenir un jour écrivain.
Otto Frank utilise le journal original, connu sous le nom de « version A », et la version corrigée, connue sous le nom de « version B », pour concevoir la première publication du journal. La première édition néerlandaise paraît le 25 juin 1947. Le Journal d'Anne Frank va être traduit en plus de 70 langues.
Otto Frank déménage à Bâle et se remarie en 1953 avec Fritzi Geiringer, ancienne déportée d'Auschwitz ayant perdu son mari et son fils pendant la Shoah. La fille de Fritzi, Eva, était une connaissance d'Anne et Margot Frank. Avant que leurs familles dussent se cacher, Otto et Fritzi se voyaient de temps en temps et discutaient en allemand.
Otto Frank consacrera le restant de sa vie au Journal de sa fille et à la lutte contre les discriminations et les préjugés antisémites. Il participera activement à l'ouverture de l'Annexe en tant que musée en 1960.
En 1963, il crée le Fonds Anne Frank de Bâle, une association qui détient les droits d’auteur sur les écrits de sa fille et administre l’héritage de la famille Frank. Les revenus de la fondation sont consacrés à des œuvres caritatives dans le monde entier, par exemple la lutte contre les discriminations et pour les droits des femmes et des enfants.
Jusqu'à sa mort, survenue en août 1980, Otto Frank répondra aux lettres de milliers de lecteurs du journal d'Anne. Après avoir été incinéré, ses cendres ont été déposées dans le cimetière de Birsfelden.